# 대한민국 제13대 대통령 선거 부산직할시
이 문서는 대한민국 제13대 대통령 선거의 부산직할시 지역 개표 결과이다.

## 개표 결과

### 중구
|  | 56.55% |

|  | 31.62% |

|  | 9.28% |

|  | 2.38% |

|  | 0.15% |

### 서구
|  | 59.53% |

|  | 30.59% |

|  | 7.66% |

|  | 2.02% |

|  | 0.17% |

### 동구
|  | 57.46% |

|  | 32.36% |

|  | 7.62% |

|  | 2.33% |

|  | 0.21% |

### 영도구
|  | 52.70% |

|  | 33.08% |

|  | 12.10% |

|  | 1.95% |

|  | 0.15% |

### 부산진구 갑
|  | 53.71% |

|  | 33.15% |

|  | 10.33% |

|  | 2.56% |

|  | 0.22% |

### 부산진구 을
|  | 57.12% |

|  | 32.00% |

|  | 8.11% |

|  | 2.54% |

|  | 0.20% |

### 동래구 갑
|  | 57.51% |

|  | 31.16% |

|  | 8.31% |

|  | 2.85% |

|  | 0.14% |

### 동래구 을
|  | 55.85% |

|  | 32.86% |

|  | 8.13% |

|  | 2.92% |

|  | 0.22% |

### 남구
|  | 56.21% |

|  | 32.58% |

|  | 8.45% |

|  | 2.60% |

|  | 0.14% |

### 북구
|  | 54.63% |

|  | 31.67% |

|  | 10.77% |

|  | 2.67% |

|  | 0.23% |

### 해운대구
|  | 52.95% |

|  | 34.86% |

|  | 9.32% |

|  | 2.67% |

|  | 0.17% |

### 사하구
|  | 57.83% |

|  | 30.00% |

|  | 9.37% |

|  | 2.63% |

|  | 0.14% |

## 전체 결과
|  | 55.98% |

|  | 32.10% |

|  | 9.14% |

|  | 2.58% |

|  | 0.18% |

통일민주당 김영삼 후보가 과반이 넘는 55.98%의 득표율을 기록하면서 부산직할시에서 승리를 거두었다. 김영삼 후보는 부산을 근거지로 삼아 활동을 하며 부산경남 지역에서 7선 의원을 지냈는데 이것이 부산에서의 강세로 나타나게 되었다.
민주정의당 노태우 후보는 32.10%의 득표율을 기록했다. 노태우 후보는 대구경북 지역을 기반으로 하는 정치인이었지만 같은 영남 출신 정치인이었기 때문에 30%가 넘는 득표율을 얻는 소기의 성과를 기록하였다.
반면 호남을 기반으로 하는 평화민주당의 김대중 후보와 충청남도 지역을 기반으로 하는 신민주공화당의 김종필 후보는 10% 미만의 득표율을 올리며 참패했다.

### 주요 후보 결과
| 지역        | 노태우  | 노태우 | 김영삼  | 김영삼 | 김대중 | 김대중 | 김종필 | 김종필 |
| 지역        | 득표수  | 득표율 | 득표수  | 득표율 | 득표수 | 득표율 | 득표수 | 득표율 |
| ----------- | ------- | ------ | ------- | ------ | ------ | ------ | ------ | ------ |
| 중구        | 16,155  | 31.62% | 28,894  | 56.55% | 4,742  | 9.28%  | 1,221  | 2.38%  |
| 서구        | 35,843  | 30.59% | 69,760  | 59.53% | 8,987  | 7.66%  | 2,372  | 2.02%  |
| 동구        | 35,856  | 32.36% | 63,667  | 57.46% | 8,443  | 7.62%  | 2,587  | 2.33%  |
| 영도구      | 36,951  | 33.08% | 58,855  | 52.70% | 13,517 | 12.10% | 2,181  | 1.95%  |
| 부산진구 갑 | 67,480  | 33.15% | 109,336 | 53.71% | 21,040 | 10.33% | 5,230  | 2.56%  |
| 부산진구 을 | 27,089  | 32.00% | 48,351  | 57.12% | 6,873  | 8.11%  | 2,158  | 2.54%  |
| 동래구 갑   | 100,414 | 31.16% | 185,320 | 57.51% | 26,804 | 8.31%  | 9,213  | 2.85%  |
| 동래구 을   | 50,946  | 32.86% | 86,596  | 55.85% | 12,616 | 8.13%  | 4,533  | 2.92%  |
| 남구        | 98,268  | 32.58% | 169,536 | 56.21% | 25,500 | 8.45%  | 7,843  | 2.60%  |
| 북구        | 80,047  | 31.67% | 138,075 | 54.63% | 27,242 | 10.77% | 6,771  | 2.67%  |
| 해운대구    | 43,787  | 34.86% | 66,506  | 52.95% | 11,710 | 9.32%  | 3,356  | 2.67%  |
| 사하구      | 47,786  | 30.00% | 92,115  | 57.83% | 14,935 | 9.37%  | 4,198  | 2.63%  |

통일민주당 김영삼 후보가 부산직할시 전 지역에서 과반이 넘는 득표율을 기록하면서 부산에서 압승을 거두었다. 특히 국회의원을 지냈던 서구에서는 60%에 가까운 득표율을 올리기도 했다.
민주정의당 노태우 후보는 전 지역에서 30%가 넘는 득표율을 기록하는데 성공하면서 부산직할시 내 전 지역에서 2위를 차지했다. 
평화민주당 김대중 후보는 대다수 지역에서 한 자리수 득표율을 거두면서 부진했다. 그래도 영도구, 부산진구 갑, 북구 등지에서는 10% 득표율을 달성하는데 성공했다.
신민주공화당 김종필 후보는 2%대의 득표율을 기록하면서 매우 부진한 모습을 보여주었다.

## 같이 보기
- 대한민국 제13대 대통령 선거